# Norton n.º 69
Norton n.º 69 es un municipio rural canadiense situado en la provincia de Saskatchewan.

## Superficie
Norton n.º 69 tiene una superficie de 808,81 km².

## Demografía
En 2021, tenía 233 habitantes, una densidad poblacional de 0,3 hab./km², y 110 viviendas.